# شاپوردختک دوم
شاپوردختک (پارسی میانه: Šābuhrdux-tag)، که به عنوان شاپوردختک دوم و شاپوردختک سکان ملکه نیز شناخته می‌شود، یک ملکه (بانبشن) ساسانی در اواخر سده سوم و اوایل سده چهارم میلادی همسر شاهنشاه ساسانی، نرسه (حکومت از ۲۹۳ تا ۳۰۲)، بود او را دختر شاپور یکم دومین شاهنشاه ساسانی دانسته‌اند اما این موضوع مورد اختلاف واقع شده‌است

## زندگی
شاپوردختک را دختر شاپور یکم دانسته‌اند اما این موضوع مورد اختلاف است، شاپوردختک عنوان سگان بانبشن («ملکه سکا») را به دلیل اینکه همسرش نرسه در آن زمان فرماندار سکستان بود، دارد. هنگامی که نرسه در سال ۲۹۳ بر تخت نشست، دستور ساخت یک سنگ‌نوشته در نقش رستم را داد که او در آن در حال دریافت تاج پادشاهی از یک چهره زن که بیشتر فرض می‌شود آناهیتا باشد، است. گرچه برخی از پژوهشگران احتمال داده‌اند که این زن ممکن است همسر وی، شاپوردختک، باشد.